# Спурій Постумій Альбін Регіллен
Спу́рій Посту́мій Альбі́н Регілле́н (лат. Spurius Postumius Albinus Regillensis; ? — 380 до н. е.) — політик і військовий діяч Римської республіки, військовий трибун з консульською владою 394 року до н. е., цензор 380 року до н. е.

## Біографічні відомості
Походив із знатного роду Постуміїв. Про батьків, молоді роки Спурія Постумія відомостей не збереглося.
394 року до н. е. його було обрано військовим трибуном з консульською владою разом із Марком Фурієм Каміллом, Луцієм Фурієм Медулліном, Гаєм Емілієм Мамерціном, Луцієм Валерієм Публіколою і Публієм Корнелієм Сципіоном. Марку Фурію Каміллу було доручено провести військову кампанію проти фалісків, яка скінчилася їхньою капітуляцією; Спурій Постумій та Гай Емілій проводили військові дії проти еквів та зрештою після певних труднощів завдали їм поразку.
380 року до н. е. його було обрано цензором разом з Гаєм Сульпіцієм Камеріном, але Спурій Постумій швидко помер.